# Auas
Auas (ang. Auas Mountains, afr. Auasberge) – pasmo górskie w środkowej części Namibii, na południe od stolicy kraju, Windhuku. Najwyższym szczytem pasma górskiego jest Moltkeblick (2479 m.n.p.m.), będący jednocześnie drugim pod względem wysokości szczytem w kraju.